# Frouville
Frouville är en kommun i departementet Val-d'Oise i regionen Île-de-France i norra Frankrike. Kommunen ligger i kantonen La Vallée-du-Sausseron som tillhör arrondissementet Pontoise. År 2022 hade Frouville 347 invånare.

## Befolkningsutveckling
Antalet invånare i kommunen Frouville
| Referens: INSEE |